# Дом Энгельгардта (Пушкин)

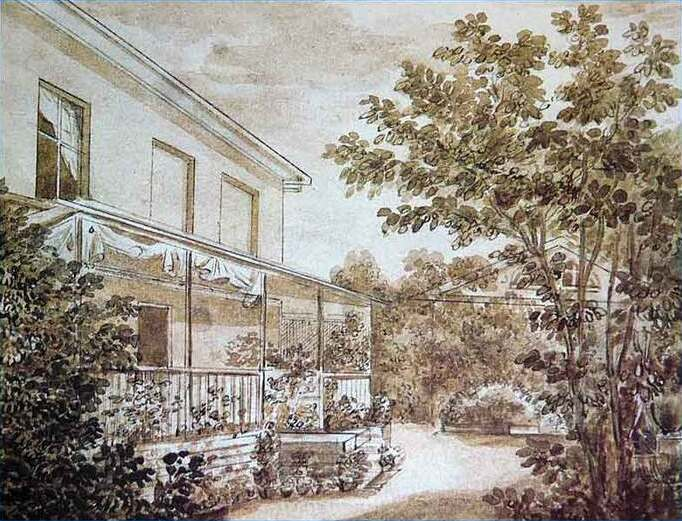
Двор дома на акварели Андрея Андреевича Белуха-Кохановского, 1820—1823 годы

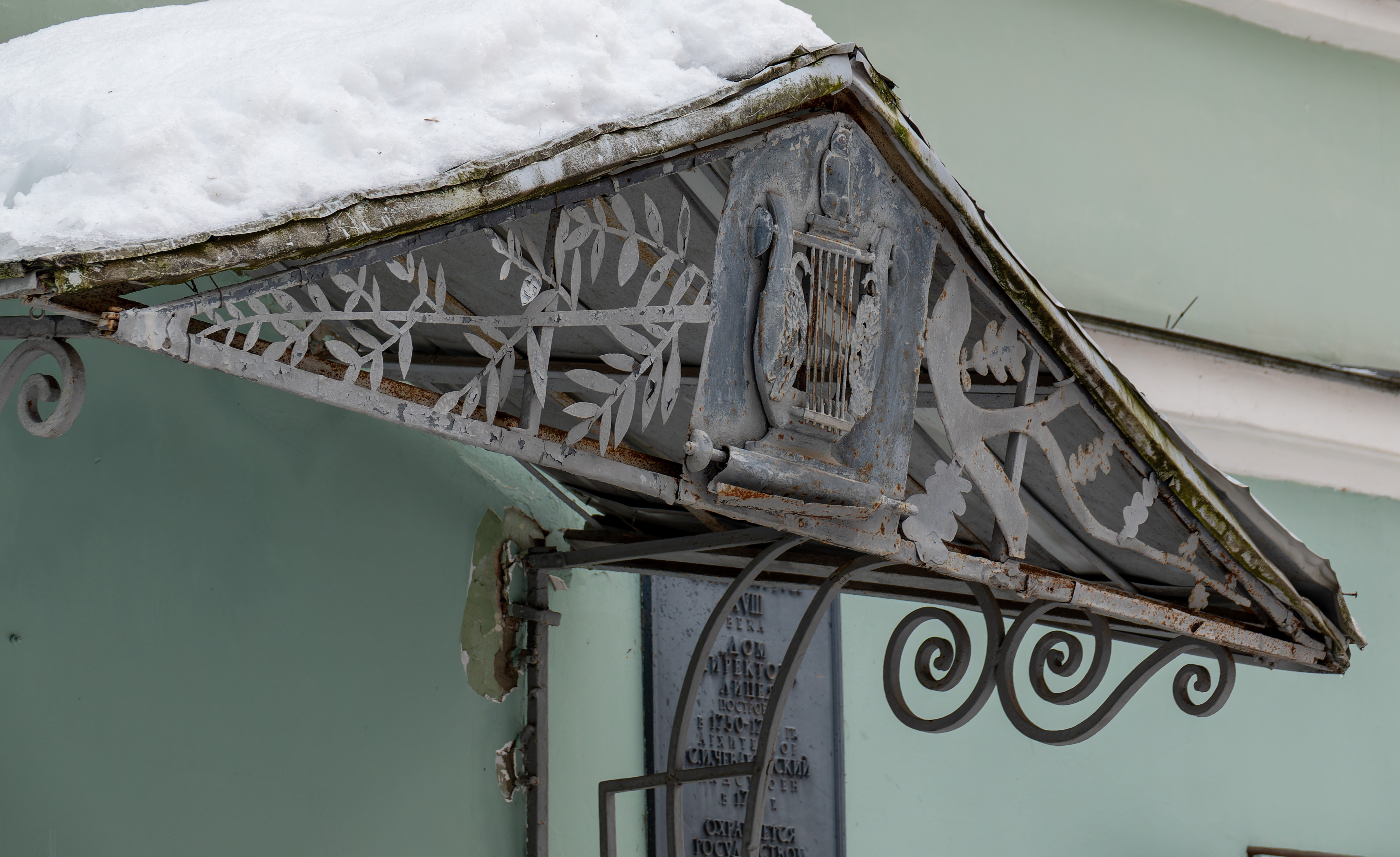
Сова, дуб, лавр и лира, символизирующие мудрость, силу, славу и искусство

Дом Энгельгардта — памятник архитектуры. Расположен в Пушкине, современный адрес дома — Садовая улица, 4 / Лицейский переулок, 1, 3. Один из Кавалерских домов, построенных Саввой Ивановичем Чевакинским после полученного в сентября 1748 года поручения.
Изначально территория застраивалась с 1710-начала 1720-х годов, в 1740—1750 стоявшие в слободе дома служащих дворца и церквей были разобраны и перенесены на другие места. Проектирование и постройка Кавалерских домов проводились в 1752—1753 годах.
Как и прочие дома ансамбля, здание было одноэтажным с мезонином в центре главного фасада.
В 1811—1816 году здание было перестроено Василием Петровичем Стасовым для директора Царскосельского Лицея (изначально для Василия Фёдоровича Малиновского). Над частью здания был построен второй этаж, пристроена каменная лестница со стороны тогда же перестроенного Певческого флигеля, украшения фасадов были срублены, стены гладко отштукатурены. Над подъездом на металлическом козырьке было сделано украшение — сова, дуб, лавр и лира, символизирующие мудрость, силу, славу и искусство.
Энгельгардт приглашал к себе в гости лицеистов, поэтому гостями дома были Александр Сергеевич Пушкин, Иван Иванович Пущин, Вильгельм Карлович Кюхельбекер, Антон Антонович Дельвиг, Фёдор Фёдорович Матюшкин и другие.
После перевода Лицея в Санкт-Петербург дом использовало дворцовое ведомство. В 1910—1917 годах в доме жил Александр Романович Бах. Согласно акварелям воспитанника Лицея А. А. Белухи, со стороны сада у дома была веранда.
Дом реставрировался в 1959 году.